# Scende giù per Toledo
Scende giù per Toledo è un romanzo scritto da Giuseppe Patroni Griffi, pubblicato per la prima volta nel 1975.

## Trama
Napoli, anni '70. Rosalinda Sprint è un femminiello che vive in uno squallido appartamento a Montecalvario, poco distante da via Toledo; abbandonata dalla sua famiglia, per sbarcare il lunario si prostituisce e conduce una vita solitaria e piena di umiliazioni, che riesce a sopportare solo grazie al suo carattere ingenuo e forte al tempo stesso, con l'aiuto delle sue amiche dai nomi altisonanti (Marlene Dietrich, Camomilla Schultz, Maria Stuarda, Sayonara, Rossicago, Maria Callas, tutte femminielli come lei). I suoi unici svaghi sono le passeggiate per la città e le uscite in barca a Posillipo, spesso funestate da attacchi omofobici o dalle squallide richieste dei clienti occasionali; Rosalinda ha però una speranza nel cuore: anni prima un giovane soldato inglese, dichiaratosi innamorato di lei, ha promesso di tornare a prenderla e portarla a vivere con sé nel Regno Unito; Rosalinda vive la sua quotidianità nella spasmodica attesa del suo ritorno: questa speranza la aiuta a superare anche le peggiori sventure e le umiliazioni a cui è sottoposta.
Una minima rivincita è rappresentata dalla morte del padre, che aveva cacciato Rosalinda di casa a causa della sua omosessualità: la ragazza si vendica consumando un rapporto sessuale col proprio cugino sul suo letto di morte. Dopo l'ennesimo maltrattamento subito da un uomo sposato, che prima ha con lei un lurido rapporto anale, poi la picchia e infine la abbandona, decide di non attendere oltre: investe tutti i suoi risparmi e organizza un viaggio verso Dover, per andare incontro al suo amato.
Il viaggio è lungo e difficile, nondimeno Rosalinda riesce a raggiungere la Gran Bretagna e a rintracciare il ragazzo; questi però nel frattempo si è sposato con una donna, e la scaccia malamente fingendo di non conoscerla. Rosalinda rimane sola e senza soldi in un paese sconosciuto, privata dell'unica speranza di avere un amore e una vita decorosa; il suo destino sarà lasciato in sospeso.

## Critica
Scende giù per Toledo è la storia di Rosalinda Sprint, della sua vita colorita, divertente, triste, apparentemente superficiale, ridicola e scandalosa ai più, ma soprattutto piena di significato ai pochi. A questi ultimi, sicuramente non sfugge il senso più profondo della storia di Rosalinda: cioè la sua infinita ricerca dell'Amore.
Per Natalia Ginzburg, Giuseppe Patroni Griffi scrisse questo romanzo per mezzo «dell'amorosità e dello stile dell'acqua». Lo stile è di una efficacia indescrivibile, gradevole, veloce, crudo, divertente, struggente, poetico .

## Edizione
- Scende giù per Toledo, Milano, Garzanti Libri,  pp. 137 pagine, ISBN 881166786-0.